# Mont D’Iberville
Mont D’Iberville (znana również jako Mount Caubvick) - góra w Kanadzie, znajdująca się na granicy prowincji Quebec (region administracyjny Nord-du-Québec) oraz Nowa Fundlandia i Labrador. Jest najwyższym szczytem obu tych prowincji.
Nazwa „Mont D’Iberville” została nadana przez rząd Quebecu w 1971. W Labradorze góra pozostawała bez nazwy przez kilka lat, nieoficjalnie używano nazwy L1 (L - Labrador, 1 - najwyższy szczyt Labradoru). W 1981 rząd prowincjonalny nadał nazwę „Mount Caubvick”, która została zasugerowana przez dra Petera Neary.